# جرائم الحرب اليابانية

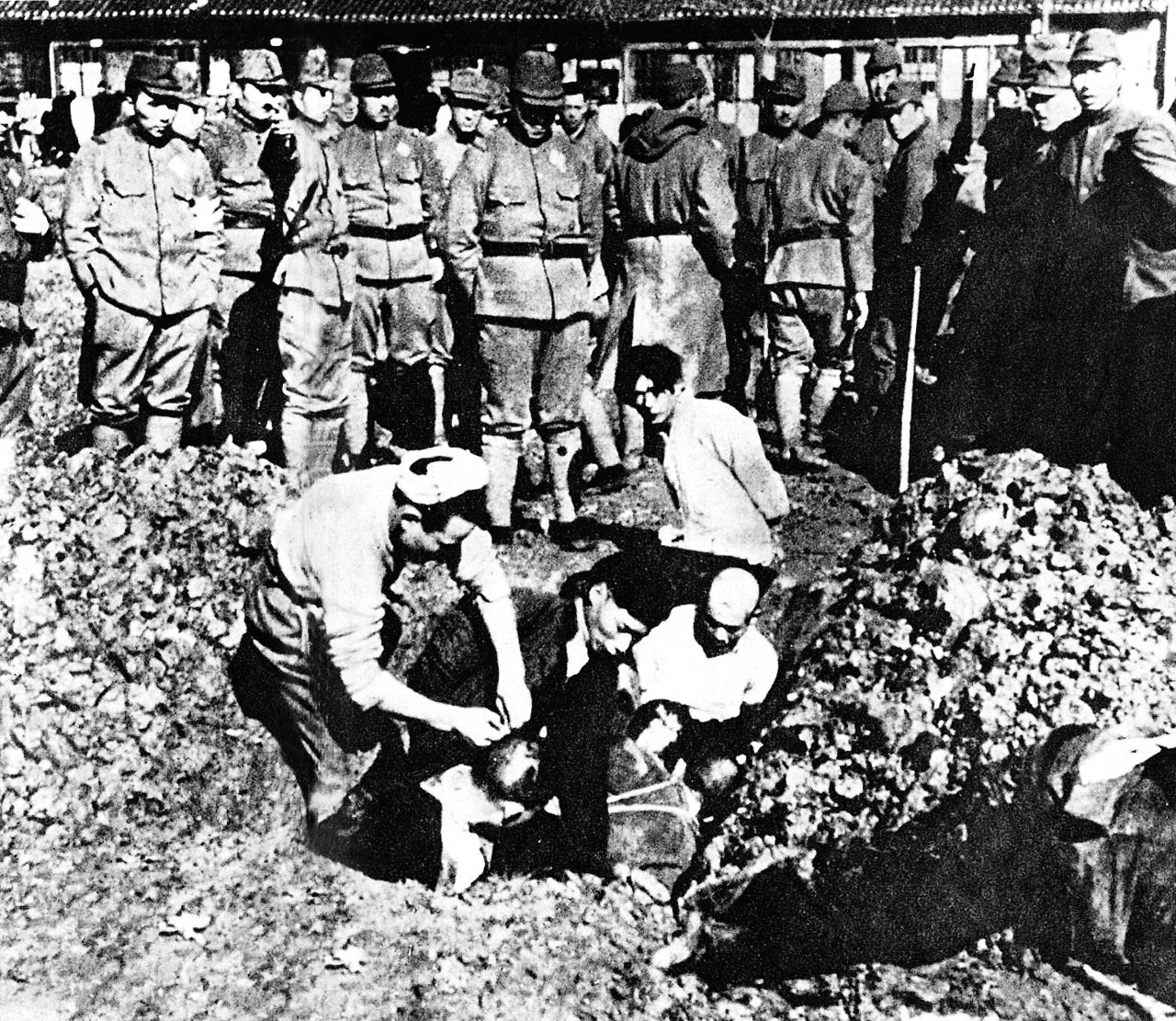
سجناء صينييون أثناء دفنهم أحياء

وقعت جرائم الحرب اليابانية في العديد من بلدان آسيا والمحيط الهادي، خلال فترة العسكرية اليابانية، خلال الحرب اليابانية الصينية الثانية والحرب العالمية الثانية في المقام الأول، وقد وُصفت بعض الحوادث بمحرقة آسيا وفظائع الحرب اليابانية.
وقد ارتكب أفراد عسكريين من الامبراطورية اليابانية بعض جرائم الحرب في أواخر القرن ال 19، بالرغم من ان معظمها قد وقع في الجزء الأول من عصر الشووا - وهو الاسم الذي أطلق على عهد الإمبراطور هيروهيتو - وحتى الهزيمة العسكرية للإمبراطورية اليابانية عام 1945.
وشملت جرائم حروب الجيش الياباني الامبراطوري والبحرية اليابانية في عهد الإمبراطور هيروهيتو وكانت مسؤولة عن مقتل الملايين. تتراوح التقديرات التاريخية لعدد القتلى بين 3  و 14  مليون مدني وأسرى حرب من خلال المجازر والتجارب على البشر والمجاعات والعمل القسري الذي تم ارتكابهُ مباشرة من قبل الجيش والحكومة اليابانية أو تغاضوا عنه. وقد اعترف بعض الجنود اليابانيين بارتكاب هذه الجرائم. لم يتم تضمين طيارين الخدمة الجوية التابع للجيش الياباني الامبراطوري وطياري الخدمة الجوية التابعة للأسطول الياباني الإمبراطوري كمجرمي حرب وذلك لأنه لا يوجد قانون إنساني دولي محدد أو إيجابي يمنع التصرف غير القانوني للحرب الجوية إما قبل أو أثناء الحرب العالمية الثانية. شارك قوات الخدمة الجوية التابعة للإمبراطورية اليابانية في شن هجمات كيميائية وبيولوجية على مواطني العدو خلال الحرب الصينية اليابانية الثانية والحرب العالمية الثانية. منعت الاتفاقيات الدولية التي قامت اليابان بتوقيعها استخدام مثل هذه الأسلحة في الحروب. بما في ذلك اتفاقيات لاهاي (1899) و (1907) والتي حظرت استخدام«الأسلحة السامة أو المسمومة» في الحروب.
منذ خمسينيات القرن العشرين أصدر كبار مسؤلون الحكومة اليابانية اعتذارات عديدة عن جرائم الحرب في البلاد. تنص وزارة الشؤون الخارجية على أن البلاد تقر بدورها في التسبب «في أضرار ومعاناة هائلة» خلال الحرب العالمية الثانية، خاصة فيما يتعلق بدخول الجيش الإمبراطوري الياباني في نانجينغ حيث قتل الجنود اليابانيون عدداً كبيراً من غير المقاتلين كما شاركوا في عمليات النهب والاغتصاب. ويُقال، صلي بعض أعضاء الحزب الديمقراطي الليبرالي في الحكومة اليابانية مثل جونيشيرو كويزومي رئيس الوزراء السابق وشينزو آبي رئيس الوزراء الحالي في ضريح ياسوكوني الذي يتضمن المحكوم عليهم من مجرمي الحرب من الدرجة الأولى. عرضت بعض الكتب المدرسية للتاريخ الياباني إشارات موجزة إلى جرائم الحرب المختلفة، وقد أنكر أعضاء الحزب الديمقراطي الليبرالي بعض الفظائع مثل تورط الحكومة في خطف النساء للعمل «كنساء المتعة» (الرقيق الجنسي). وجدت السلطات المتحالفة أن الكوريين والتايوانيين الذين خدموا في قوات إمبراطورية اليابان قد ارتكبوا ايضاً جرائم حرب، بالإضافة إلى العسكريين والمدنيين اليابانيين.

## التعريفات

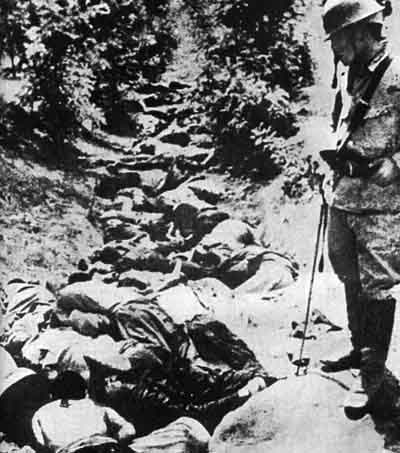
مدينة سوشو، الصين، عام 1938. خندق مليء بجثث المدنيين الصينيين الذين قتلوا على أيدي الجنود اليابانيين.

عرَف ميثاق طوكيو جرائم الحرب بأنها انتهاك لقوانين الحرب وأعرافها، بما فيها الجرائم التي كانت ضد المقاتلين الأعداء والأعداء غير المقاتلين. وشملت جرائم الحرب ايضاً هجمات متعمدة ضد المواطنين وممتلكات الدول المحايدة لأنهم يقعون تحت سيطرة فئة الغير مقاتلين، مثل الهجوم على بيرل هاربور. تم إتهام أو إدانة العسكريين من الإمبراطورية اليابانية بأنهم ارتكبوا العديد من هذه الأفعال خلال فترة الاستعمار الياباني من أواخر القرن التاسع عشر إلى منتصف القرن العشرين. تم اتهامهم بانهم ارتكبوا سلسلة من انتهاكات حقوق الإنسان ضد المدنيين وأسرى الحرب في جميع أنحاء شرق آسيا ومنطقة غرب المحيط الهادئ. وبلغت هذه الأحداث ذروتها خلال الحرب الصينية اليابانية الثانية من 1937-1945 وحملات آسيا والمحيط الهادئ في الحرب العالمية الثانية (1941-1945). بالإضافة إلى أفراد المدنيين والعسكريين اليابانيين، وجد أيضًا أن الكوريين والتايوانيين الذين أُجبروا على الخدمة في جيش إمبراطورية اليابان ارتكبوا جرائم حرب كجزء من الجيش الإمبراطوري الياباني.

### القانون الدولي والياباني
لم توقع اليابان اتفاقية جنيف لعام 1929 بشأن أسري الحرب (ماعدا اتفاقية جنيف لعام 1929 بشأن المرضي والجرحي)، على الرغم أنها وعدت في عام 1942 بالالتزام بشروطها. أُرتكبت الجرائم أيضاً تحت جوانب أخرى من القانون الدولي والياباني. على سبيل المثال، ارتكب العسكريين اليابانيين العديد من الجرائم خلال الحرب العالمية الثانية والتي خرقت القانون العسكري الياباني وخضعت للمحاكمة العسكرية على النحو المطلوب من هذا القانون. كما انتهكت الإمبراطورية الاتفاقيات الدولية التي وقعتها اليابان، بما في ذلك أحكام اتفاقيات لاهاي (1899-1907) مثل حماية أسرى الحرب وحظر استخدام الأسلحة الكيمائية واتفاقية العمل القسري لعام 1930 التي تحظر العمل القسري والاتفاقية الدولية لعام 1921 لقمع الاتجار بالنساء والأطفال التي تحظر الاتجار بالإنسان وغيرهم من الإتفاقيات.
كما وقعت ايضاً الحكومة اليابانية على ميثاق كيلوغ - برياند (1929)، مما جعل تصرفاتها في الفترة ما بين 1937 و 1945 عرضةً لتهمة ارتكاب جرائم ضد السلام، تهمة قُدمت إلى محاكم طوكيو لمقاضاة مجرمي الحرب من الدرجة الأولى. كان مجرمو الحرب من الدرجة الثانية هم المُدانين بجرائم الحرب في حد ذاتها، بينما كان مجرمو الحرب من الدرجة الثالثة هم المذنبين بجرائم ضد الإنسانية. وافقت الحكومة اليابانية أيضاً على شروط إعلان بوتسدام عام (1945) بعد انتهاء الحرب وتشمل أحكام المادة 10 من قانون العقوبات لجميع مجرمي الحرب، بما في ذلك هؤلاء الذين تعاملوا بوحشية مع سجيننا.
لم يُعرف القانون الياباني هؤلاء المدانين في المحاكمات ما بعد عام 1945 كمجرمين، على الرغم من حقيقة أن حكومات اليابان قد قبلت الأحكام التي صدرت في المحاكمات، وفي معاهدة سان فرانسيسكو عام (1952). وهذا لأنه لم يُذكر في المعاهدة الشرعية القانونية للمحكمة. لو صدقت اليابان على شرعية القانوينة لمحاكم جرائم الحرب الواردة في معاهدة سان فرانسيسكو، لأصبحت جرائم الحرب تلك عُرضة للإستئناف والانقلاب في المحاكم اليابانية. وهذا غير مقبول في الدوائر الدبلوماسية الدولية. وقد أيد شينزو أبي رئيس الوزراء الحالي الموقف حيث قبلت اليابان محكمة طوكيو وأحكامها كشرط لإنهاء الحرب. لكن أحكامها لا تمت بصله للقانون المحلي. ووفقاً لهذا الرأي، فإن المدانين بجرائم الحرب ليسوا مجرمين وفقاً للقانون الياباني.

### التوسع التاريخي والجغرافي
خارج اليابان، استخدمت مجتمعات مختلفة أطر زمنية مختلفة على نطاق واسع في تعريف الحرب اليابانية. على سبيل المثال، تم ضم كوريا إلى اليابان عام 1910 من قبل الجيش الياباني وتحولت الأسرة الحاكمة يي الكورية إلى نظام سياسي للإمبراطورية اليابانية. وهكذا، تشير كوريا الجنوبية والشمالية إلى «جرائم الحرب اليابانية» على أنها أحداث وقعت خلال فترة مكوث كوريا تحت الحكم الياباني.
وبالمقارنة، لم يصبح الحلفاء الغربيون في صراع عسكري مع اليابان حتى عام 1941، اعتبر الأمريكيون والأستراليون وشعب جنوب شرق آسيا والأوروبيون أن جرائم حرب اليابان أحداث وقعت في الفترة من 1942 إلى 1945.
لم يكن فقط العسكريين اليابانيين من يقومون بجرائم الحرب. إن أقلية قليلة جدا من شعوب أسيا والمحيط الهادي تم غزوهم أو احتلالهم من قبل اليابان أو تعاونوا مع القوات العسكرية اليابانية أو حتي خدموا معهم، لأسباب عديدة ومتنوعة منها الصعوبات الاقتصادية أو الإحساس بالكراهية أو بالنفور تجاه القوات الإمبريالية الأخرى.
في النصف الأول من القرن العشرين، اعترفت الاتفاقيات الدولية مثل معاهدة شيمونوسيكي عام (1895) ومعاهدة ضم اليابان وكوريا عام (1910) بسيادة اليابان على كلاً من كوريا ووفورموزا (تايوان). كما تم اعتبارهم حينها أجزاء مكملة للإمبراطورية اليابانية. بموجب القانون الدولي الحالي، هناك احتمال أن معاهدة ضم اليابان وكوريا كانت غير قانونية، حيث أن السكان الأصلين لم يرتكبوا شيئاً أثناء الحروب الأهلية.

## الخلفية

### الثقافة العسكرية اليابانية والإستعمار

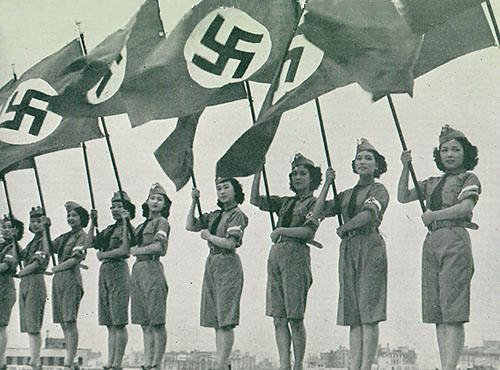
عرض مسرحي للسيدات الشابات اليابانيين لهيتليروجيند 1938

كان للثقافة العسكرية تأثيراُ كبيراً على سلوك الجيش الياباني قبل وبعد الحرب العالمية الثانية وخاصة أثناء المرحلة الليبرالية اليابانية. أصبح الإمبراطور محور الولاء العسكري، بعد رجوع ميجي وانهيار شوغنات توكوغاوا. اتبعت اليابان قيادة قوى عالمية أخرى في تطوير إمبراطورية، خلال ما يسمى بـ «عصر الإمبراطورية» في أواخر القرن التاسع عشر، وتابعت هذا الهدف بقوة.
على عكس العديد من القوات الكبرى الأخرى، لم تُوقع اليابان على إتفاقية جنيف، المعروفة ايضاَ باسم الاتفاقية المتعلقة بمعاملة أسرى الحرب، جنيف 27 تموز، التي كانت نسخة من اتفاقية جنيف التي شملت معاملة أسرى الحرب أثناء الحرب العالمية الثانية. ومع ذلك، صادقت اليابان على إتفاقيات لاهاي لعامي 1899 و 1907 التي تتضمن أحكاماً تتعلق بأسرى الحرب. ونص إعلان الامبراطورية على انه يجب على الجنود اليابانيين أن يبذلوا كل جهدهم للفوز في الحرب ولكن دون انتهاك القانون الدولي. وفقاً للمؤرخ يوكا تاناكا، قامت القوات اليابانية بإطلاق سراح 1,790 سجيناً صينياً دون أي أذي خلال الحرب اليابانية الصينية الأولى، بمجرد توقيعهم اتفاق بعدم حمل السلاح ضد اليابان مرة أخرى. كما أنه بعد الحرب الروسية اليابانية عام 1904-1905 تم إطلاق سراح 79,367 من سجناء الإمبراطورية الروسية وتم دفع رواتب العمل الذي قاموا به، جاء ذلك وفقاً لاتفاقية لاهاي. وعلى نحو مشابه، كان سلوك الجيش الياباني في الحرب العالمية الثانية (1914-1918) مع الباقين على قيد الحياة من أسرى الحرب الألمان على الأقل إنسانياً مثل الجيوش الأخرى. لذا وافقوا على أن يبقوا واستقروا في اليابان بعد الحرب.

### أحداث الثلاثينات والأربعينات

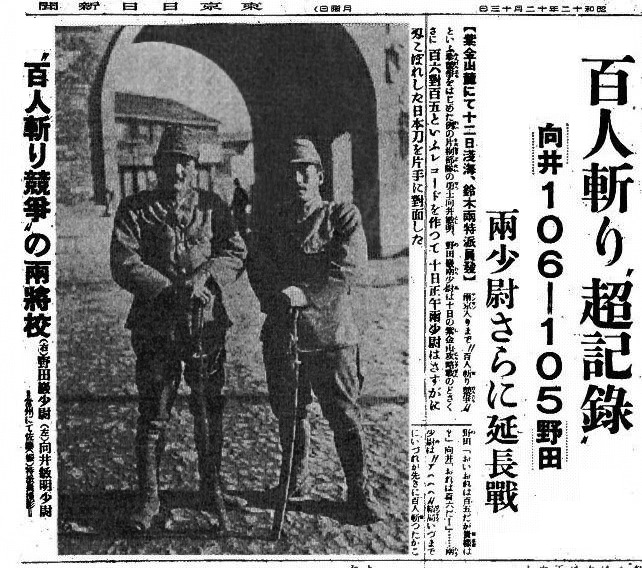
يتنافس ضابطان يابانيان، «توشياكي موكاي» و«تسويوشي نودا» في مسابقة لقتل 100 شخص بالسيف. يقول العنوان، "سجل لا يُصدق - موكاي 106-105 نودا - كلا المُلازمين يذهبان إلى جولات إضافية"

بحلول أواخر عام 1930، أدي زيادة النزعة العسكرية في اليابان إلى أوجه تشابه سطحية بين الثقافة العسكرية اليابانية الأكبر والعسكرين النازيين الألمان، مثل هؤلاء الجنود في كتيبة فافن اس اس. تملك اليابان أيضاَ قوات شرطة سرية عسكرية داخل الجيش الإمبراطوري اليابانية (أي جي ايه)، المعروفة باسم كيمبيتشا، التي تشبه الجستابو النازية في دورها في ضم البلدان واحتلالها. لكنها كانت موجودة من نحو عقد قبل ميلاد هتلر. يستحق الفشل المتصور أو عدم الإخلاص للإمبراطور العقوبة والتي تكون في كثيرًا من الأحيان عقوبة بدنية. كان الضباط في الجيش يهاجمون ويضربون الرجال الذين تحت قيادتهم من الرتب الأقل منهم دائمًا. في معسكرات الأسرى، هذا يعني أن السجناء تلقوا أسوأ أنواع التعذيب من الجميع. ويرجع ذلك جزئيًا إلى الاعتقاد بأن مثل هذا العقاب كان الاسلوب المناسب مع العصيان.

## الجرائم
غالباً ما تُقارن القوات اليابانية خلال ثلاثينيات واربعينيات القرن العشرين بالقوات الألمانية النازية خلال الفترة ما بين 1933 إلى 1945 وذلك بسبب حجم المعاناة التي تسببها كلاً منهم. هناك العديد من الجدل حول دور اليابان في الحرب العالمية الثانية وذلك بشأن معدلات وفاة أسرى الحرب والمدنيين أثناء الاحتلال الياباني. كان ذلك وفق ما كتبه المؤرخ الأسترالي سيجراف.
إن معرفة عدد ضحايا الحرب اليابانية الذين تم قتلهم صعب للغاية وذلك لأسباب مثيرة للاهتمام التي لها علاقة بالمفاهيم الغربية. وقع كلاً من الأمريكيين والأوربيين في أمرٍ مؤسف ألا وهو رؤية الحرب العالمية الأولى والثانية كحروب مختلفة وفشلوا في فهم أنهم متشابكين في العديد من الطرق (ليس فقط إن إحداهما كانت نتيجة للأخرى أو السلوك المتهور للمنتصرين بعد الحرب العالمية الثانية). بغض النظر عن هذا الاعتقاد الخاطيء، فإن معظم الأمريكيين يعتقدون أن الحرب العالمية الثانية بدأت في آسيا مع بيرل هاربر وفي إيطاليا مع سقوط سنغافورة، وما إلى ذلك.
صحح الصينيون هذا الاعتقاد من خلال تحديد حادثة جسر ماركو بولو كبداية أو استيلاء اليابانيين على منشوريا سابقاً. لقد بدأت حقاً عام 1895 باغتيال اليابان ملكة كوريا الملكة مين وغزو كوريا مما أدي إلى دمجها في اليابان كما تبعه استيلاء اليابان على جنوب منشوريا وما إلى ذلك. وكانت اليابان في حرب منذ عام 1895 وحتى عام 1945. قبل عام 1895، غزت اليابان كوريا ولكن لفترة قصيرة أثناء شوغونات قبل فترة طويلة من استعراش مييجي، ولكن الغزو فشل. لذلك، ينص تقدير روميل على أنه تم قتل من 6 ملايين إلى 10 ملايين قتيل بين عام 1937 (اغتصاب نانكنج) وعام 1945. قد يكون هذا التقدير نتيجة طبيعية للإطار الزمني للمحرقة النازية، ولكنها تقصر بكثير عن الأعداد الفعلية التي تسببت في قتلها آلة الحرب اليابانية. إذا جمعت مليوني كوري ومليوني مانشوريين وصينيون ورسيون والعديد من يهود أوروبا الشرقية (كل من السفارديم والأشكنازي)، وغيرهم من الذين قتلتهم اليابان بين عامي 1895 و 1937 (شخصيات متحفظة). يزيد عدد الضحايا اليابانيين عن 14 مليون ضحية. ومن بين هؤلاء، أقترح أن بين 6 ملايين و 8 ملايين ضحية كانوا صينين أصليين بغض النظر عن مكان إقامتهم.
وفقاً لنتائج محكمة اليابان، فإن معدل الوفيات بين أسرى الحرب في البلاد الآسيوية والتي تحتفظ به اليابان كان 27.1%. بينما معدل وفيات أسرى الحرب الصينيون كان أكبر وذلك لأن قيود القانون الدولي بشأن معاملة هؤلاء الأسرى تم إزالتها بموجب التوجية الذي صدق علية الإمبراطور هيروهيتو في 5 آب عام 1937. تم إطلاق 56 فرد من أسرى الحرب الصينيون بعد استسلام اليابان. بعد حلول 20 مارس 1943 أمرت اليابان الأسطول البحري بإعدام جميع الأسرى في البحر.

### هجمات على القوى المحايدة
تنص المادة رقم 1 من اتفاقية لاهاي الثالثة لعام 1907 على أن فتح الأعمال العدائية منع الشروع في الأعمال العدائية ضد القوى المحايدة " بدون سابق إنذار واضح وصريح على هيئة إما إعلان للحرب أو إنذار نهائي للإعلان المشروط للحرب. بينما تنص المادة رقم 2 على أنه يجب إبلاغ الدول المحايدة بوجود حالة حرب وذلك دون تأجيل أو إبطاء، ولن يبداء تفعيلها إلا بعد استلام إخطار، ويجوز ارساله عن طريق التلغراف. عزم الدبلوماسيون اليابانيون على إرسال إشعار للأمم المتحدة قبل ثلاثين دقيقة من شن الهجوم على بيرل هاربور في 7 ديسمبر عام 1941 ولكن حكومة الأمم المتحدة استلمته بعد مرور ساعة من انتهاء الهجوم. نقلت طوكيو الإخطار المؤلف من 5.000 كلمة (يطلق عليه عادةً اسم الرسالة المكونة من 14 جزءاً) في مجموعتين إلى السفارة في واشنطن، لكن كتابة الرسالة إستغرق وقت طويلاً لكي يستطيع السفير الياباني تسليمها في الوقت المناسب. كانت الرسالة المكونة من 14جزءاً عبارة عن رسالة إلى المسؤولين الأمريكين تفيد بأنه من المحتمل إنهاء مفاوضات السلام بين اليابان والأمم المتحدة وليس إعلاناً للحرب.
في الواقع، كان المسؤولون اليابانيون يدركون تمام الإدراك أن الرسالة المكونة من 14 جزءًا لم تكن إعلانًا صحيحًا للحرب كما هو مذكور في اتفاقية لاهاي الثالثة لعام 1907 - بداية الأعمال العدائية. كما قرر المسؤولون اليابانيون عدم إعلان الحرب على أي حال لأنهم يخشون من أن يؤدي ذلك إلى كشف التسرب المحتمل لعملية سرية للأمريكيين. اتهم بعض واضعو نظريات المؤامرة الرئيس فرانكلين دي روزفلت بأنه سمح بحدوث الهجوم لكي يخلق ذريعة للحرب ولكن لا يوجد دليل ملموس يدعم هذا الإتهام. وفي اليوم التالي للهجوم على بيرل هاربور أعلنت اليابان الحرب على الولايات المتحدة وردت الولايات المتحدة بإعلان الحرب على اليابان في نفس اليوم.
بالتزامن مع قصف بيرل هاربور في 7 ديسمبر عام 1941 (توقيت هونولولو)غزت اليابان مستعمرات مالايا البريطانية وقصفت سنغافورة بدأت التوغل في أراضي هونغ كونغ، دون إعلان الحرب أو الإنذار. كانت كلاً من الولايات المتحدة وبريطانيا محايدين عندما هاجمت اليابان أراضيها دون تحذير واضح من وجود حالة حرب. صنفت الولايات المتحدة رسمياً جميع الضحايا العسكرية والمدنية البالغ عددهم 3,649 وتدمير الممتلكات العسكرية في بيرل هاربور كجنود غير مقاتلين حيث لم تكن هناك حالة حرب بين الولايات المتحدة واليابان عندما وقع الهجوم.
قال جوزيف ب. كينان، كبير المدعين في محاكمات طوكيو، إن الهجوم على بيرل هاربور لم يحدث فقط دون إعلان حرب، بل كان أيضًا فعلًا خادعًا ومضللاً. في الواقع، كانت اليابان والولايات المتحدة لا تزالان تتفاوضان للتوصل إلى اتفاق سلام محتمل والذي جعل المسؤولين الأمريكيين مشتتين للغاية عندما قصفت الطائرات اليابانية بيرل هاربور. شرح كينان تعريف حرب العدوان وجريمة الهجوم على بيرل هاربور.
«يصعب التعبير عن مفهوم الحرب العدوانية بصيغة علمية دقيقة، أو وصفها مثل البيانات الموضوعية للعلوم الفيزيائية. الحرب العدوانية ليست حقيقة مادية يجب ملاحظتها وتعريفها مثل إدارة قوانين المادة. بل هو نشاط يشتمل على الظلم القائم بين الأمم، كما يصل إلى مستوى الإجرام وهذا بسبب آثاره الكارثية على الصالح العام للمجتمع الدولي. إن ظلم الحرب العدوانية هو إجرام لأرباحها المتطرفة، والتي تعتبر من وجهة نظر إرادة المعتدي لإلحاق الضرر و من الآثار السيئة التي تترتب على ذلك. الحرب الظالمة هي جرائم ببساطة وليس مجرد خطأ أو خرق للعقد. يتألف القانون من التدمير العنيد والمقصود وغير المعقول للحياة، والأعضاء، والممتلكات، وهو موضوع اعتبرته قوانين جنائية لجميع الشعوب المتحضرة. خرق هجوم بيرل هاربور كلاً من معاهدة كيلوغ - برياند واتفاقية لاهاي الثالثة. بالإضافة أنه إنتهك المادة 23 من ملحق اتفاقية لاهاي الرابعة، الصادرة في تشرين الأول لعام 1907. لم يكن هجوم بيرل هاربور فقط من أودي بحياة الآلاف من البشر. كما أنها لم تتسبب فقط في تدمير الممتلكات.
لقد كانت عملاً صريحاً لتقويض وتدمير الأمل في عالم يسوده السلام. عندما تستخدم الأمة الخداع والغش مستخدمة فترات من المفاوضات حيث أن هذه المفاوضات نفسها تكون بمثابة ذريعة لتغطية الهجوم الغادر، ومن ثم فإنه هناك مثال رئيسي لجريمة جميع الجرائم.»
كان الأميرال إيزوروكو ياماموتو، الذي خطط للهجوم على بيرل هاربور، يدرك تماما أنه في حالة إخفاق اليابان في الحرب، سيتم محاكمته كمجرم حرب بسبب هذا الهجوم، إلا أنه قُتل على أيدي القوات الجوية لجيش الولايات المتحدة في عملية الإنتقام في عام 1943. تم محاكمة كلاً من رئيس الوزراء هيديكي توجو ثم وزير الخارجية شيغيتاري شيمادا ووزير البحرية أوسامي ناغانو ورئيس الأركان العامة البحرية في محاكمات طوكيو بتهمة ارتكاب جرائم ضد السلام (الاتهامات من 1 إلى 36) وبتهمة القتل (الاتهامات من 37 إلى 52) فيما يتعلق بالهجوم على بيرل هاربور. إلى جانب جرائم الحرب والجرائم ضد الإنسانية (الاتهامات من 53 إلى 55)، كان توجو من بين القادة اليابانيين السبعة المحكوم عليهم بالإعدام وتم إعدامه شنقا عام 1948 وحكم على شيجينوري توجي بالسجن لمدة 20 سنة كما حكم على شيمادا بالسجن مدى الحياة، وتوفي ناغانو بسبب الأسباب الطبيعية خلال المحاكمة في عام 1947.
على مر السنين، جادل العديد من القوميين اليابانيين بأن الهجوم على بيرل هاربور كان مبرراً لأنهم تصرفوا دفاعاً عن النفس رداً على الحظر النفطي الذي فرضته الولايات المتحدة. اتفق معظم المؤرخين والباحثين على أن الحظر النفطي لا يمكن أن يُستخدم كمبرر لإستخدام القوة العسكرية ضد دولة أجنبية تفرض الحظر النفطي بسبب وجود تمييز واضح بين إدراك أن شيئًا ضروريًا لرفاهية الدولة القومية وتهديد حقا يجري خطيرة بما فيه الكفاية لتبرير القوة في الرد، والتي فشلت اليابان النظر فيها. يقول الباحث والدبلوماسي الياباني، تاكو إيغوشي، إنه من الصعب القول من منظور القانون الدولي أن حق الدفاع عن النفس ضد الضغوط الاقتصادية يعتبر صحيحًا. في حين أن اليابان شعرت أن أحلامها بالمزيد من التوسع سوف يتم إيقافها من قبل الحظر الأمريكي، فإن هذه الحاجة لا يمكن اعتبارها متناسبة مع الدمار الذي عانى منه أسطول المحيط الهادي الأمريكي في بيرل هاربور، والذي قصده المخططون العسكريون اليابانيون أن يكون شامل قدر الإمكان.

### القتل الجماعي

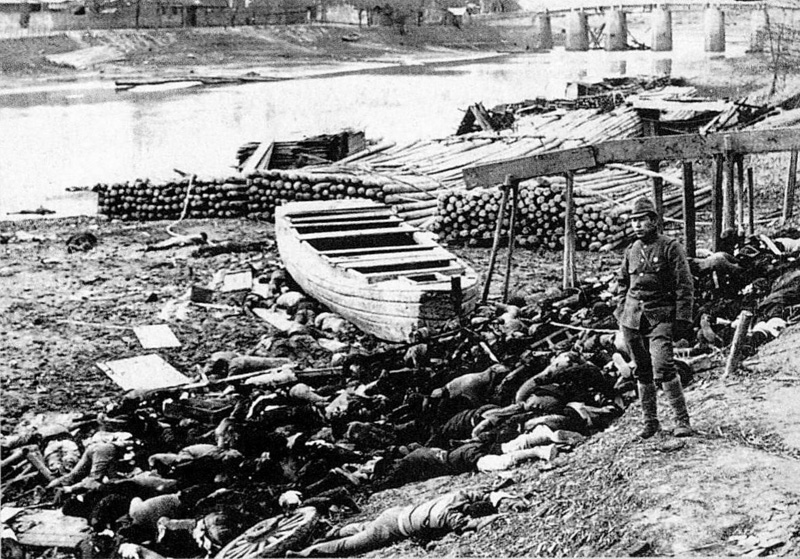
مقبرة جماعية لضحايا مذبحة نانجنغ ، 1937

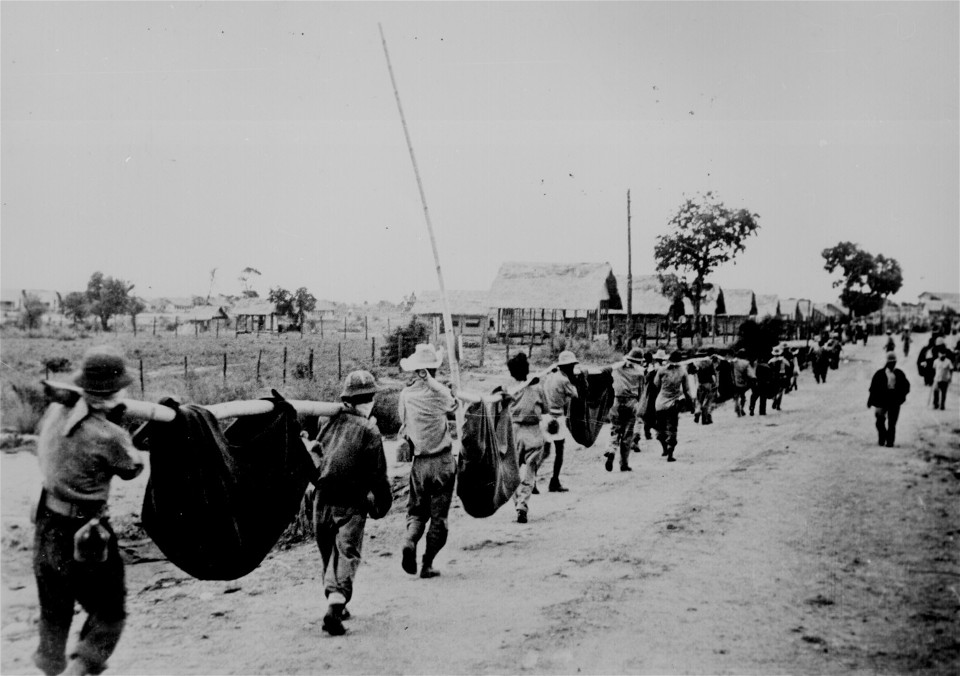
تفاصيل دفن لأسرى الحرب الأمريكيين والفلبينيين بعد وفاة باتان في مارس 1942

ويقدر ارجي روميل، أستاذ العلوم السياسية في جامعة هاواي، عدد ما قتله الجيش الياباني بما يقرب من 3 إلى أكثر من 10 ملايين شخص، على الأرجح 6 ملايين صيني وكوري وماليزي وإندونيسي وفلبيني وهندي صيني، بما في ذلك أسرى الحرب الغربيين، وذلك بين عامي 1937 و1945.ووفقاً لروميل فإن "هذه الإبادة الجماعية [أي الموت من قبل الحكومة] كانت بسبب إستراتيجية سياسية وعسكرية معدومة الأخلاق ونفعية عسكرية وعرفية وأيضاً ثقافة وطنية. ووفقا أيضاً لروميل خلال عامي 1937 و 1945 قتل في الصين وحدها ما يقرب من 3.9 مليون صيني معظمهم من المدنيين، كنتيجة مباشرة للعمليات اليابانية، وقتل ما مجموعه 10.2 مليون صيني خلال الحرب. كان أكثر حادث مخزي خلال هذه الفترة هومذبحة نانجنغ في عامي 1937-1938، عندما ذبح الجيش الياباني ما يصل إلى 300.000 من المدنيين وأسرى الحرب، على الرغم من أن الرقم المقبول في مكان ما في مئات الآلاف. جاء ذلك وفقاً إلى نتائج المحكمة العسكرية الدولية للشرق الأقصى.
خلال الحرب الصينية اليابانية الثانية، اتبع اليابانيون ما يشار إليه باسم "سياسة القتل"، بما في ذلك عمليات القتل المرتكبة ضد الأقليات مثل مسلمي هوي في الصين. وفقا لوان لي، "في قرية هوي في مقاطعة غاوتشنغ في هيبي، قبض اليابانيون على عشرين رجلاً من قرية هوي ثم قاموا بتعين اثنين فقط من الرجال الأصغر سناً من خلال ما يسمي "الفداء". ثم دفنوا الثمانية عشر الأخرين وهم على قيد الحياة. وفي قرية مينغكون بمقاطعة هيبي، قتل اليابانيون أكثر من 1300 شخص في غضون ثلاث سنوات من احتلالهم لتلك المنطقة. ودنسوا ودمروا ايضاً المساجد، كما دمروا مقابر هوي. وجدت مساجد نانكينغ في نانجينغ مليئة بالجثث. وشارك العديد من مسلمي هوي الصينيين في الحرب الصينية اليابانية الثانية ضد اليابان.دنسوا ودمروا ايضاً المساجد، كما دمروا مقابر هوي. وجدت مساجد نانكينغ في نانجينغ مليئة بالجثث. وشارك العديد من مسلمي هوي الصينيين في الحرب الصينية اليابانية الثانية ضد اليابان.